# Lepidochrysops littoralis
The Coastal Blue (Lepidochrysops littoralis) là một loài bướm ngày thuộc họ Lycaenidae. Nó là loài đặc hữu của Nam Phi.
Sải cánh dài 34–36 mm đối với con đực and 36–38 mm đối với con cái. Con trưởng thành bay từ cuối tháng 8 đến tháng 12.